# دیل رابرتسون
 دیل رابرتسون (انگلیسی: Dale Robertson؛ ‏ ۱۴ ژوئیهٔ ۱۹۲۳ – ۲۷ فوریهٔ ۲۰۱۳) بازیگر اهل ایالات متحده آمریکا بود.
از فیلم‌هایی که وی در آن‌ها نقش داشته‌است، می‌توان به پسر سندباد اشاره نمود.